# Tập bật nhảy

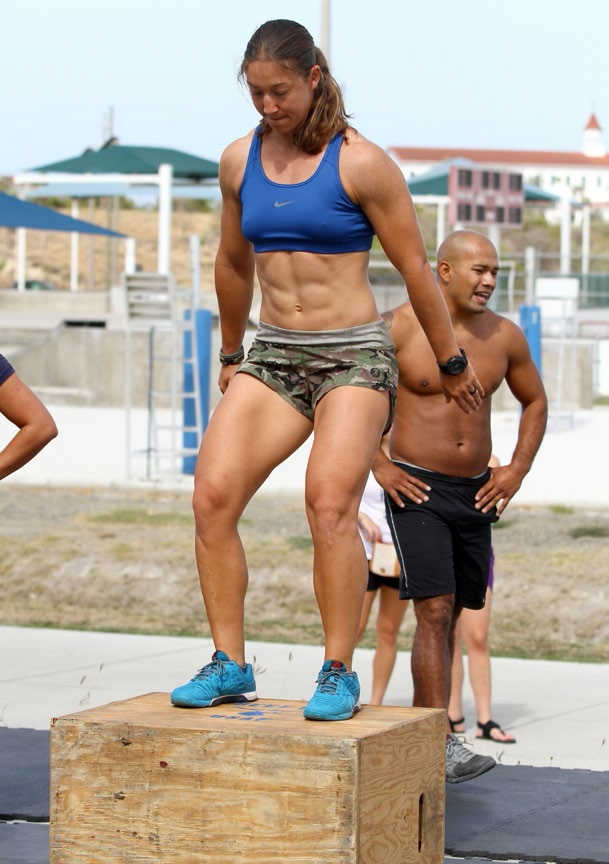
Một quân nhân Hải quân Mỹ đang tập bật nhảy

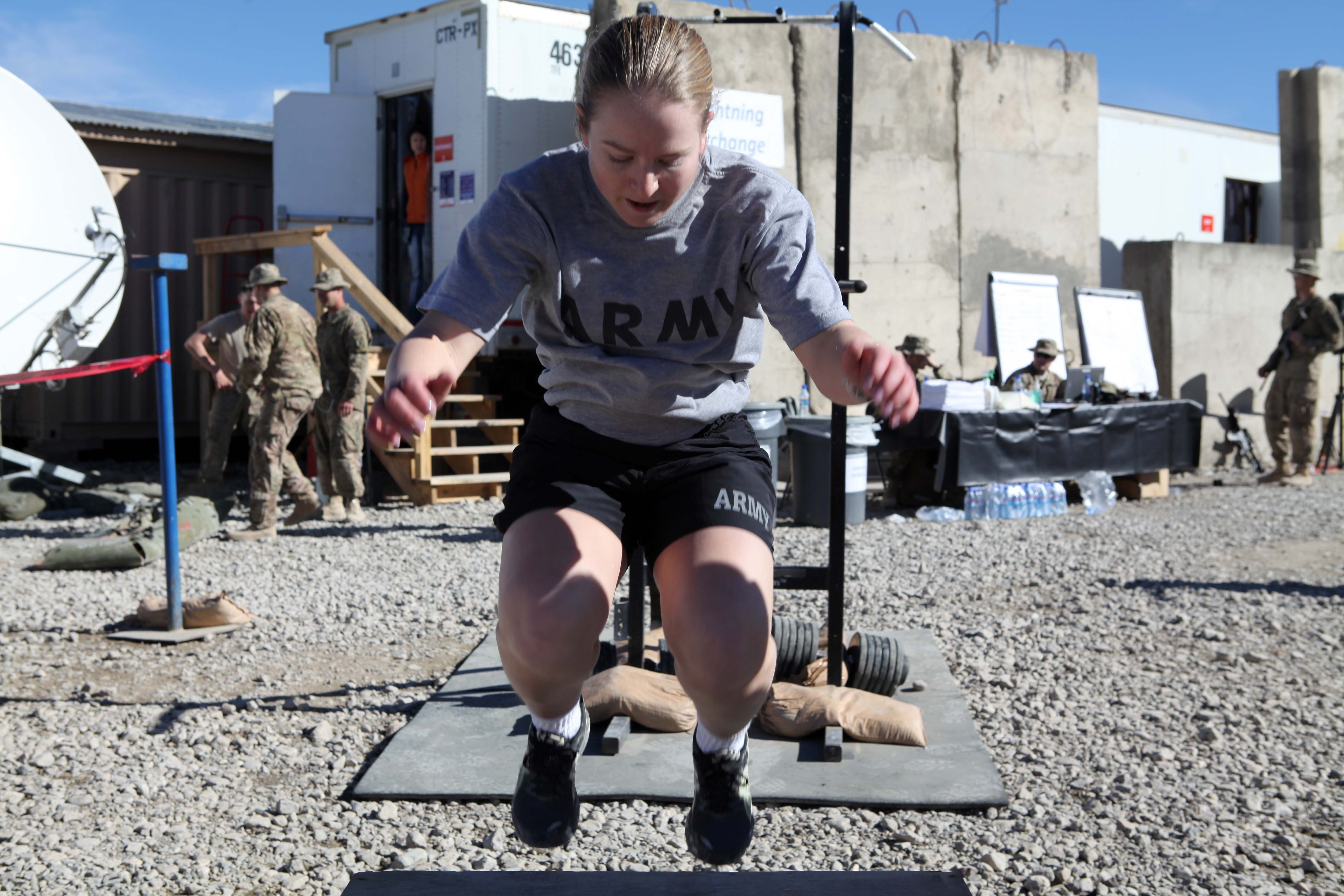
Bài tập bật nhảy của Hải quân Mỹ

Tập bật nảy (Plyometrics/Plyo hay Jump training) là các bài tập trong đó các cơ tạo ra lực tối đa trong khoảng thời gian ngắn, với mục tiêu tăng sức rướn (tốc độ-sức mạnh). Bài tập này tập trung vào việc học cách chuyển từ giãn cơ sang co cơ theo cách nhanh chóng hoặc "bùng nổ", chẳng hạn như trong các động tác bật nhảy lặp lại chuyên biệt. Tập bật nhảy chủ yếu được các vận động viên, đặc biệt là các võ sĩ, vận động viên chạy nước rút và vận động viên nhảy cao tập luyện để cải thiện hiệu suất thi đấu và được sử dụng trong lĩnh vực thể dục ở mức độ ít nhẹ nhàng hơn. Bài tập bậy nảy bao gồm các bài tập bùng nổ để kích hoạt phản ứng nhanh và tính đàn hồi của các cơ chính. Bài tập này ban đầu được các vận động viên Olympic Liên Xô áp dụng vào những năm 1950, sau đó được các vận động viên thể thao trên toàn thế giới áp dụng. Các môn thể thao sử dụng bài tập bậy nhảy bao gồm bóng rổ, quần vợt, cầu lông, bóng bàn và bóng chuyền cũng như nhiều môn bóng đá khác nhau. Kể từ khi ra đời vào đầu những năm 1980, có hai hình thức tập bật nhảy đã phát triển. Trong phiên bản gốc, do nhà khoa học người Nga Yuri Verkhoshansky tạo ra, nó được định nghĩa là phương pháp sốc cơ. Các bài tập Plyometrics giúp rèn luyện cơ bắp một cách mạnh mẽ và hiệu quả. Những tác dụng đáng kể của quá trình luyện tập này bao gồm:
- Tăng sức mạnh đầu ra trong cơ bắp
- Tăng lực co cơ với mức tiêu thụ năng lượng ít hơn
- Tốc độ co cơ nhanh hơn
- Cải thiện khả năng phản xạ với việc thay đổi hướng di chuyển nhanh chóng
- Kiểm soát cơ thể tốt hơn khi dừng và bắt đầu chuyển động
- Giúp bật nhảy được cao hơn
- Giảm nguy cơ chấn thương khớp và cơ.

Với kỹ thuật nhảy sâu (Depth jump)  là nhảy từ một độ cao nào đó và bật lên ngay khi tiếp đất, theo đó, vận động viên trải qua một cú sốc cơ khi tiếp đất, trong đó các cơ duỗi hông, đầu gối và mắt cá chân trải qua một sự co thắt lệch tâm mạnh mẽ. Mỗi lần chạm đất, cơ sẽ được kéo căng ra, qua đó tiếp thêm sức mạnh cho các lần bật nhảy sau. Tổ hợp giữa việc căng giãn cơ khi tiếp đất và co cơ khi bật nhảy sẽ giúp định hình và giảm mỡ đáng kể phần thân dưới. Để các cơ phản ứng bùng nổ, sự co thắt lệch tâm sau đó nhanh chóng chuyển sang co thắt đẳng trương (khi chuyển động xuống rồi đột ngột dừng lại) và sau đó là co thắt đồng tâm, trong một khoảng thời gian ngắn. Điều này cho phép vận động viên bật nhảy lên cao nhất có thể. Trong co cơ lệch tâm, các cơ bị kéo dài không tự nhiên, trong khi trong co cơ đồng tâm, các cơ bị co lại sau khi bị căng. Hầu hết quá trình kéo giãn và co lại diễn ra ở các gân bám vào các cơ liên quan chứ không phải ở các cơ. Để thực hiện cú nhảy sâu, vận động viên đứng trên một bệ nâng, thường không cao hơn 20–30 cm, sau đó bước ra ngoài và thả người xuống theo đường thẳng đứng để tiếp xúc với sàn. Chiều cao mà hầu hết các vận động viên sử dụng thường khá thấp trong giai đoạn đầu của quá trình luyện tập. Điều quan trọng là vận động viên nhảy cao bao nhiêu so với chiều cao của bệ nâng.
Kỹ thuật và chiều cao khi nhảy là quan trọng nhất tại thời điểm này. Trong khi cơ thể đang hạ xuống, vận động viên chuẩn bị các cơ cho tác động bằng cách căng cơ. Sàn mà vận động viên nhảy xuống phải có độ đàn hồi nhất định, chủ yếu là để phòng ngừa chấn thương. Khi tiếp xúc với sàn, vận động viên sẽ hơi cong chân để hấp thụ một phần lực để đảm bảo an toàn. Tuy nhiên, vai trò chính của cơ và gân là chịu được lực tác động khi tiếp đất. Lực này được chịu đựng trong quá trình co cơ lệch tâm. Khi co cơ đủ lớn, nó có thể dừng chuyển động xuống rất nhanh. Khi vận động viên chạm xuống sàn, cơ thể sẽ chịu tác động khi tiếp đất. Độ cao của bệ bước xuống càng cao, lực tác động khi tiếp đất càng lớn. Điều này tạo ra một cú sốc cho cơ thể mà cơ thể phản ứng bằng cách trải qua một cơn co cơ không tự chủ mạnh để ngăn cơ thể ngã xuống đất. Đến lượt mình, điều này tạo ra lực căng lớn ở cơ và gân, sau đó được giải phóng trong chuyển động trở lại hướng lên. Sự thay đổi trong co cơ càng nhanh thì sức mạnh tạo ra càng lớn và chiều cao đạt được càng cao. Khi các cơ và gân trải qua một sự kéo giãn (co cơ lệch tâm) trong khi tiếp đất, điều này là cần thiết để hấp thụ một số lực được tạo ra nhưng quan trọng nhất là để chịu được lực do cú sốc xảy ra khi tiếp đất. Cú sốc càng lớn (lực chịu khi tiếp đất), sự co cơ lệch tâm sẽ càng mạnh, từ đó tạo ra lực căng thậm chí còn lớn hơn.